# 皮拉 (塔拉戈纳省)
皮拉，是西班牙加泰罗尼亚塔拉戈纳省的一个市镇。总面积8平方公里，总人口433人（2001年），人口密度54人/平方公里。